# Senèdes
Senèdes (toponimo francese) è un comune svizzero di 158 abitanti del Canton Friburgo, nel distretto della Sarine.

## Monumenti e luoghi d'interesse
- Cappella cattolica di San Gorgonio, eretta nel 1668[1].

## Società

### Evoluzione demografica
L'evoluzione demografica è riportata nella seguente tabella:
Abitanti censiti

## Amministrazione
Ogni famiglia originaria del luogo fa parte del comune patriziale che ha la responsabilità della manutenzione di ogni bene comune.